# Saint-Laurent-de-Cognac
Saint-Laurent-de-Cognac ist eine französische Gemeinde mit 832 Einwohnern (Stand: 1. Januar 2022) im Département Charente. Sie gehört zum Arrondissement Cognac und zum Kanton Cognac-2. Die Einwohner nennen sich Saint-Laurentais.

## Geografie
Saint-Laurent-de-Cognac liegt etwa sechs Kilometer westlich von Cognac. Die Charente begrenzt die Gemeinde im Süden. 
Die Nachbargemeinden von Saint-Laurent-de-Cognac sind Louzac-Saint-André im Norden, Javrezac im Osten, Cognac im Osten und Südosten, Merpins im Südosten und Süden, Salignac-sur-Charente im Süden und Südwesten sowie Chérac im Westen.

## Bevölkerungsentwicklung
| Jahr                       | 1962 | 1968 | 1975 | 1982 | 1990 | 1999 | 2006 | 2019 |
| -------------------------- | ---- | ---- | ---- | ---- | ---- | ---- | ---- | ---- |
| Einwohner                  | 665  | 670  | 726  | 804  | 921  | 923  | 898  | 826  |
| Quellen: Cassini und INSEE |      |      |      |      |      |      |      |      |

## Sehenswürdigkeiten
- Kirche Saint-Laurent aus dem 12. Jahrhundert, Umbauten aus dem 15. und 18. Jahrhundert

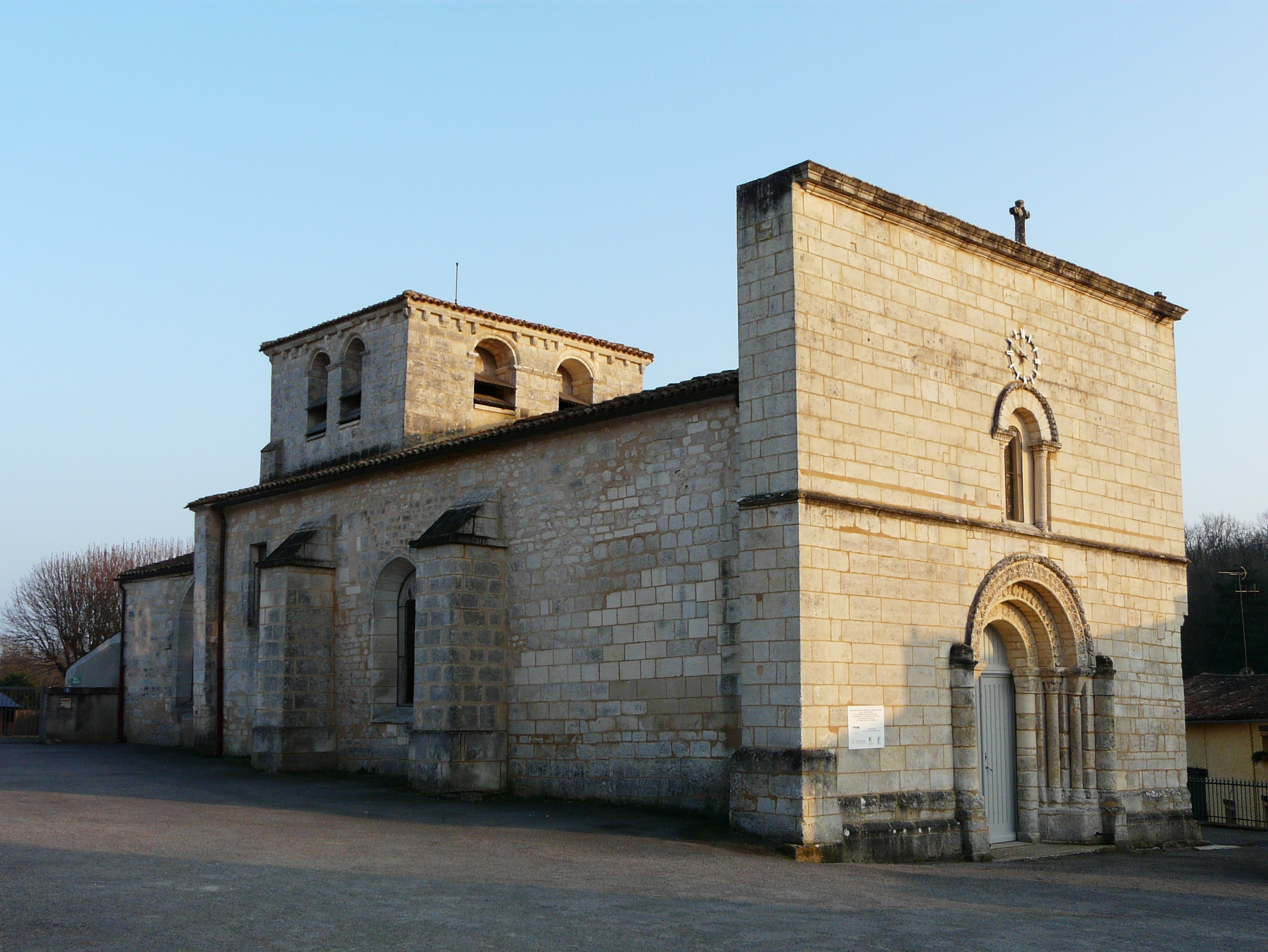
Kirche Saint-Laurent

- Mühlen